# Carlos Gil Pérez
Carlos Gil Pérez (Santiago de Compostela, 28 de enero de 1931-Salamanca, 25 de diciembre de 2009) fue un dirigente deportivo español del atletismo.

## Biografía
En 1968 recibió en Salamanca la Medalla de la Real Orden al Mérito Deportivo de manos de Juan Antonio Samaranch y que volvió a recibir en 2007 de manos del rey Juan Carlos I.
De 1979 a 1988 asumió el cargo de director técnico de la Real Federación Española de Atletismo. Con él llegaron al atletismo español las primeras medallas olímpicas en los Juegos Olímpicos de Moscú en 1980 y en Los Ángeles en 1984.
En el Campeonato de Europa indoor de Atenas en 1982 España marcaba uno de sus grandes hitos consiguiendo cinco metales y tres años después en Budapest, España ascendía a la máxima categoría del atletismo continental.
Carlos Gil el Pérez, como le llamaban sus allegados, también destacó en la gestión deportiva y por eso fue uno de los dinamizadores del deporte. En la Federación Española de Atletismo reestructuró toda la parte técnica con entrenadores expertos y logra impulsar el deporte y también la creación de ayudas a los atletas que acabarían desembocando en las becas ADO, ofrenciendo 80 000 pesetas durante cuatro años a algunos atletas que estaban en disposición de brillar en Juegos Olímpicos y campeonatos de máximo nivel.
Ya en su tierra, Carlos tuvo el honor de haber entrenado al primer campeón nacional salmantino en cualquier deporte en 1958. José Luis Albarrán se proclamó campeón de España de 200 metros en el viejo Estadio de Anoeta en San Sebastián.
En Salamanca entrenó a decenas de atletas que pasaron por sus manos desde 1955 hasta 2009 destacando a sus cinco atletas olímpicos José Luis Albarrán, José Luis Sánchez Paraíso, Rosa Colorado, Antonio Sánchez y Frutos Feo que también consiguieron numerosos records de España.
Dedicó su vida al deporte, era fácil verle por las pistas del Helmántico de Salamanca con más de 70 años entrenando atletas. En su última etapa junto con los atletas Adrián Ingelmo, Ángel García, Saturnino González, David Berrocal, Pedro Ceballos y Elvis González entre otros.